# Atletismo nos Jogos Pan-Americanos de 2015 - Lançamento de martelo masculino
A competição do lançamento de martelo masculino  foi um dos eventos do atletismo nos Jogos Pan-Americanos de 2015, em Toronto. Foi disputada no Estádio CIBC de Atletismo Pan e Parapan-Americano no dia 22 de julho.

## Calendário
Horário local (UTC-4).
| Data        | Horário | Fase  |
| ----------- | ------- | ----- |
| 22 de julho | 20:03   | Final |

## Medalhistas
| Ouro   | USA Kibwe Johnson    |
| Prata  | CUB Roberto Janet    |
| Bronze | USA Conor McCullough |

## Recordes
Recordes mundial e pan-americano antes da disputa dos Jogos Pan-Americanos de 2015.
| Tipo                             | Atleta       | Marca   | Local       | Data                  |
| -------------------------------- | ------------ | ------- | ----------- | --------------------- |
|                                  | Yuriy Sedykh | 86,74 m | Stuttgart   | 30 de agosto de 1986  |
| Recorde dos Jogos Pan-Americanos | Lance Deal   | 79,63 m | Guadalajara | 26 de outubro de 2011 |

## Resultados

### Final
| Colocação         | Atleta            | Nacionalidade      | #1    | #2    | #3    | #4    | #5    | #6    | Marca | Notas |
| ----------------- | ----------------- | ------------------ | ----- | ----- | ----- | ----- | ----- | ----- | ----- | ----- |
| Medalha de ouro   | Kibwe Johnson     | USA Estados Unidos | 72.17 | x     | x     | 72.40 | 75.46 | x     | 75.46 |       |
| Medalha de prata  | Roberto Janet     | CUB Cuba           | 71.15 | 74.78 | 73.57 | x     | x     | 73.99 | 74.78 |       |
| Medalha de bronze | Conor McCullough  | USA Estados Unidos | 69.93 | 73.74 | 73.19 | 71.61 | x     | 72.55 | 73.74 |       |
| 4                 | Wagner Domingos   | BRA Brasil         | x     | 71.71 | x     | 73.74 | x     | x     | 73.74 |       |
| 5                 | Allan Wolski      | BRA Brasil         | 69.77 | 70.69 | x     | 70.15 | x     | 72.72 | 72.72 |       |
| 6                 | Diego del Real    | MEX México         | x     | 68.43 | 71.72 | 71.74 | x     | 70.08 | 71.74 |       |
| 7                 | Roberto Sawyers   | CRC Costa Rica     | 66.17 | 68.34 | 67.84 | 69.51 | 70.95 | 68.06 | 70.95 |       |
| 8                 | James Steacy      | CAN Canadá         | 69.37 | x     | x     | 69.55 | 68.00 | 69.75 | 69.75 |       |
| 9                 | Reinier Mejias    | CUB Cuba           | 67.76 | x     | x     |       |       |       | 67.76 |       |
| 10                | Humberto Mansilla | CHI Chile          | 65.21 | 66.14 | 66.03 |       |       |       | 66.14 |       |

Legenda
| Recorde mundial                  | Recorde mundial (World record)               |                       | Recorde africano                      | Recorde africano (African) |                                           | Q | Classificado por posição (Qualified) |
| Recorde dos Jogos Pan-Americanos | Recorde pan-americano (Pan-American record)  | Recorde da América    | Recorde da América (Americas)         | q                          | Classificado por melhor tempo (Qualified) |   |                                      |
| Melhor marca do ano              | Melhor marca do ano (World leading)          | Recorde asiático      | Recorde asiático (Asian)              | DNS                        | Não largou (Did not start)                |   |                                      |
| Recorde nacional                 | Recorde nacional (National record)           | Recorde europeu       | Recorde europeu (European)            | DNF                        | Não terminou (Did not finish)             |   |                                      |
| Recorde pessoal                  | Recorde pessoal do atleta (Personal best)    | Recorde da Oceania    | Recorde da Oceania (Oceania)          | DSQ / DQ                   | Desclassificado (Disqualified)            |   |                                      |
| Recorde da temporada             | Recorde da temporada do atleta (Season best) | Recorde sul-americano | Recorde sul-americano (South America) | NM                         | Sem marca (No mark)                       |   |                                      |